# Csóri László
Csóri László (Székesfehérvár, 1934. február 28. – 2023. február 6.) a Dorogi Bányász labdarúgója, a Dorogi FC Örökös Tagja.

## Pályafutása
A labdarúgást szülővárosában kezdte és ott is vált felnőtt játékossá. Csapata a Székesfehérvári Vasas SK volt, az Vadásztölténygyár csapatának utóda, amelyből névváltozást követően született később a Videoton. 1957-ben került Dorogra. A Dorogi Bányász balszélsőjeként játszott tíz éven át, majd pályafutása utolsó éveiben balhátvédként. 17 éven át volt a Dorog kiválósága. 1962-ben szerepelt az olaszországi Rappan Kupában 2. helyezett csapatban és a brüsszeli Húsvét Kupa-győztes csapatban. Tagja volt minden idők legkiválóbb dorogi csapatának, a Dorogi Aranycsapatnak, amellyel Vidék Legjobbja címet nyert. A gárda 1966-os NB I-ből, majd az 1967-es NB I/B-ből való kiesését követően is kitartott a csapat mellett. 1973-ban, már veterán korú játékosként élhette meg a sikeres első osztályba való visszakerülésért, és hosszú, tartalmas pályafutását NB I-es játékosként fejezhette be. Az 1967-73 közötti alacsonyabb osztályokban töltött időszak alatt két bajnoki bronzérmet szerzett az NB II-ben (1968 és 1969), valamint egy bajnoki címet, szintén az NB II-ben 1971-ben, valamint ezüstérmet az NB. I/B-ben 1973-ban. Összesen 307 bajnoki mérkőzést játszott a Dorog-színeiben és 34 gólt szerzett. Ebből 186 NB. I-es mérkőzés, ahol góljait egy kivételével mind első osztályban szerezte. Hosszú éveken keresztül rendszeres tagja volt a Dorog öregfiúk csapatának is. Civilben szerszámkészítő végzettsége volt és dolgozott a vadásztölténygyárban.